# Mestre do Altar de Schöppinger

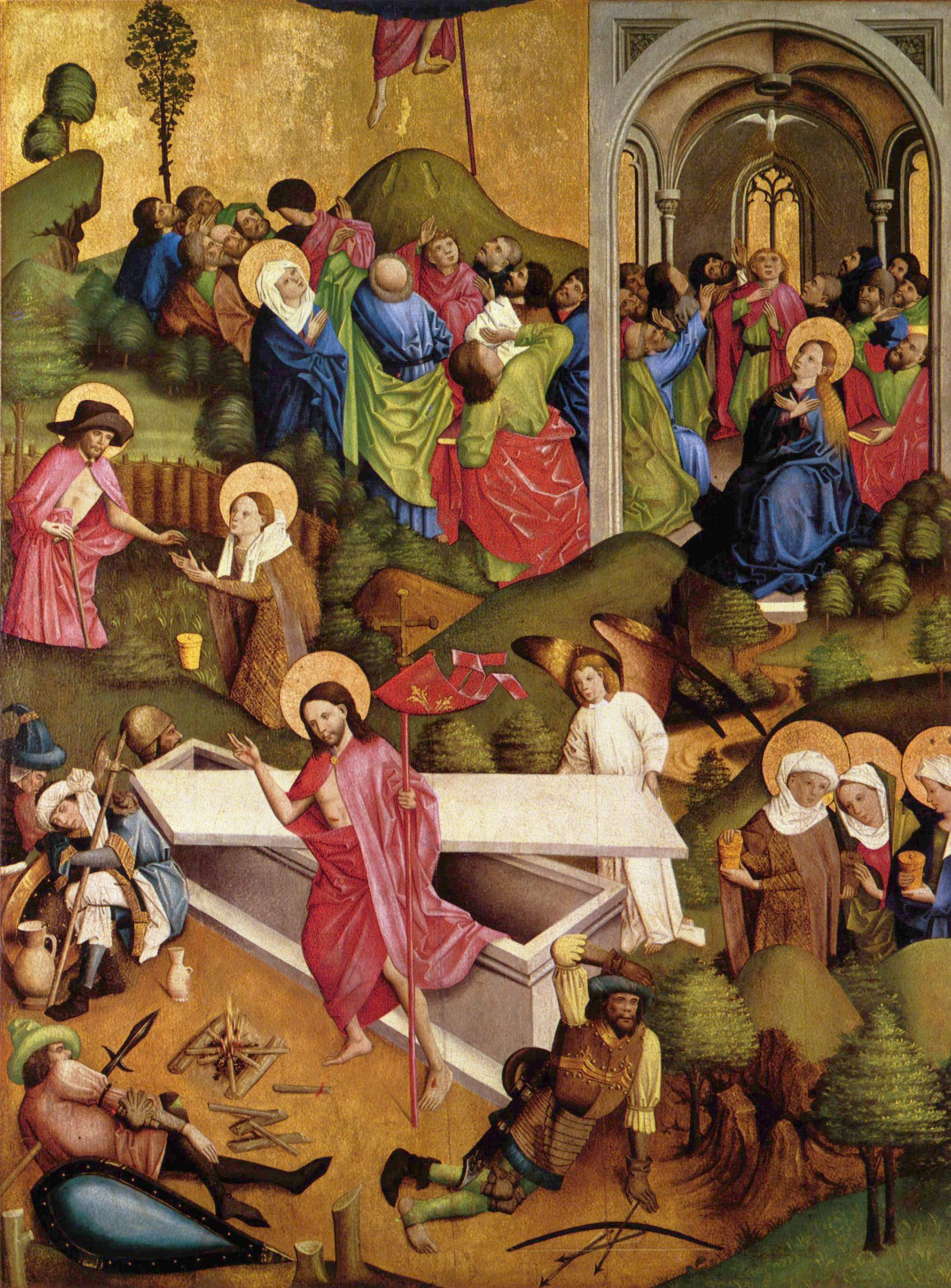
Altar de 1470, na igreja de Schöppingen

O Mestre do Altar de Schöppingen foi um artista alemão que trabalhou na área de Münster entre 1445 e 1470. É provável que tenha estudado na Holanda e tenha recebido influências de artistas como Robert Campin e Rogier van der Weyden. Seu nome deriva de um altar, datado de 1470, que está na igreja de Schöppingen. No centro da pintura está a cena da crucificação de Cristo, junto com quadro cenas de sua Paixão, todas integradas na paisagem.